# LaTeX Editor
LaTeX Editor (LEd) – specjalizowany, darmowy (donationware) edytor tekstu dla systemów Microsoft Windows.
Głównym przeznaczeniem LEd-a jest przygotowanie dokumentów TeX-a, może również zostać przystosowany do edycji plików innych formatów, np. HTML lub kodów źródłowych programów w językach programowania (np. C++, Pascal).

## Najważniejsze cechy LEd-a
- niewielkie wymagania sprzętowe, możliwość uruchamiania na komputerach z Windows 95; jednocześnie zachowana pełna zgodność z najnowszymi systemami Microsoft – np. obsługa stylów Windows XP,
- rozbudowane i wygodne sprawdzanie pisowni, jednocześnie dla wielu języków i typów słowników,
- dostępne słowniki wyrazów bliskoznacznych,
- wbudowana przeglądarka DVI z inverse i forward search,
- zarządzanie projektami, grupowanie projektów,
- zawijanie linii i zwijanie fragmentów dokumentu,
- podświetlanie składni wielu typów plików,
- podpowiedzi do ponad 2200 poleceń LaTeX-a,
- uzupełnianie kodu,
- szablony (m.in. pracy doktorskiej w wersji polskiej i angielskiej).